# دارسي روبنسون
دارسي روبنسون هو لاعب هوكي جليد كندي، ولد في 3 مايو 1981 في كاملوبس في كندا، وتوفي في 27 سبتمبر 2007 في أسياغو في إيطاليا.

## وصلات خارجية
- دارسي روبنسون على موقع دوري الهوكي الوطني (الإنجليزية)
- دارسي روبنسون على موقع EliteProspects.com (الإنجليزية)
- دارسي روبنسون على موقع Eurohockey.com (الإنجليزية)
- دارسي روبنسون على موقع HockeyDB.com (الإنجليزية)